# Língua arabela
A língua arabela ou chiripuno (Tapweyokwaka autodenominação de seus falantes) é a língua com maior quantidade de falantes da família linguística Zaparoana.
O nome arabela se origina da região do rio onde vivem seus falantes. A etnia Artabela foi contatada pela primeira vez em 1948. Conforme  Gordon [2005], a língua está em perigo de extinção, pois mesmo com um número de falantes suficientes para considerá-la como língua viva, muitos dos adultos a entendem mas não falam e as segundas línguas, o Quíchua e o Espanhol são preponderantes dentro da et5nia. O grupo Arabela tem algo entre 300 pessoas e os falantes seriam cerca de metade disso.

## Distribuição geográfica
O Arabela é falado na Amazonas Peruana, região Loreto, Maynas (província), distrito Nap. A quebrada Arabelas é um afluente do rio Curaray, que ppr sua vez deságua no rio Napo nas proximidades da fronteira Equador-Peru. Os principais assentamentos Arabelos são as comunidades Buena Vista y Flor de Coco (204 e 90 habitantes, respectivamente, conforme dados INEI (1993)).

## Número de falantes
A quantidade de falantes é motivo de discussões entre especialistas. Estima-se em 150 (cifra para qual coincidem Wise [1999] e Solís [1987]), ou entre um mínimo de 50 (Gordon [2005]) e um máximo de 300 (INEI [1993]), embora esses últimos não diferenciam entre grupo étnico e falantes.

## Escrita
A língua Arabela utiliza na sua escrita o alfabeto latino com todas suas 5 vogais; O inventário fonético é pobre, entre as consoantes não existem as letras b, d, f, g, j, k, l, v, x, z, mas apresentam-se qu, sh e o apóstrofo (‘).

## Fonología
As consoantes - fonemas consonânticos do arabela – indicam-se os principais alofones de cada fonema.:
|             | labial  | br>alveolar   | alveo- palatal | velar             | glotal |
| ----------- | ------- | ------------- | -------------- | ----------------- | ------ |
| Oclusiva    | p       | t [t, tː]     |                | k [k, x, g, ɣ,kː] |        |
| Fricativa   |         | s             | ʃ [ʃ, ʃː]      |                   | h      |
| nasal       | m       | n [n,nː,nːd]  |                |                   |        |
| Aproximante | w [w,w̃] | ɾ [ɾ,r,ɾː,rː] | j [j,j̃]        |                   |        |

As cinco vogais
|          | anterior | central       | posterior |
| -------- | -------- | ------------- | --------- |
| fechadas | i        | ɨ             | u [u,ʊ]   |
| médias   | e [e,ɪ]  |               |           |
| abertas  |          | a [a,æ,ɛ,ɔ,ə] |           |

## Amostra de texto
Pámeere ííñújiri meíjcyame tsá múhójísí pañé ícubáhrádú meíjcyáítyuróne. Pámeere tsahdúré imí meíjcyame mewájyújcatsíñe mépíáábójcatsíiyá tsaatéké éhdííválletúmé éhne múu mépañétúéné nahbémuma meíjcyadu.
Português
Todos seres humanos nascem livres e são iguais em dignidade e direitos. São providos de razão e consciência e devem agor uns em relações aos outros num espírito de fraternidade. (Artigo 1 da Declaração Universal dos Direitos Humanos).